# Městské muzeum ve Skopji

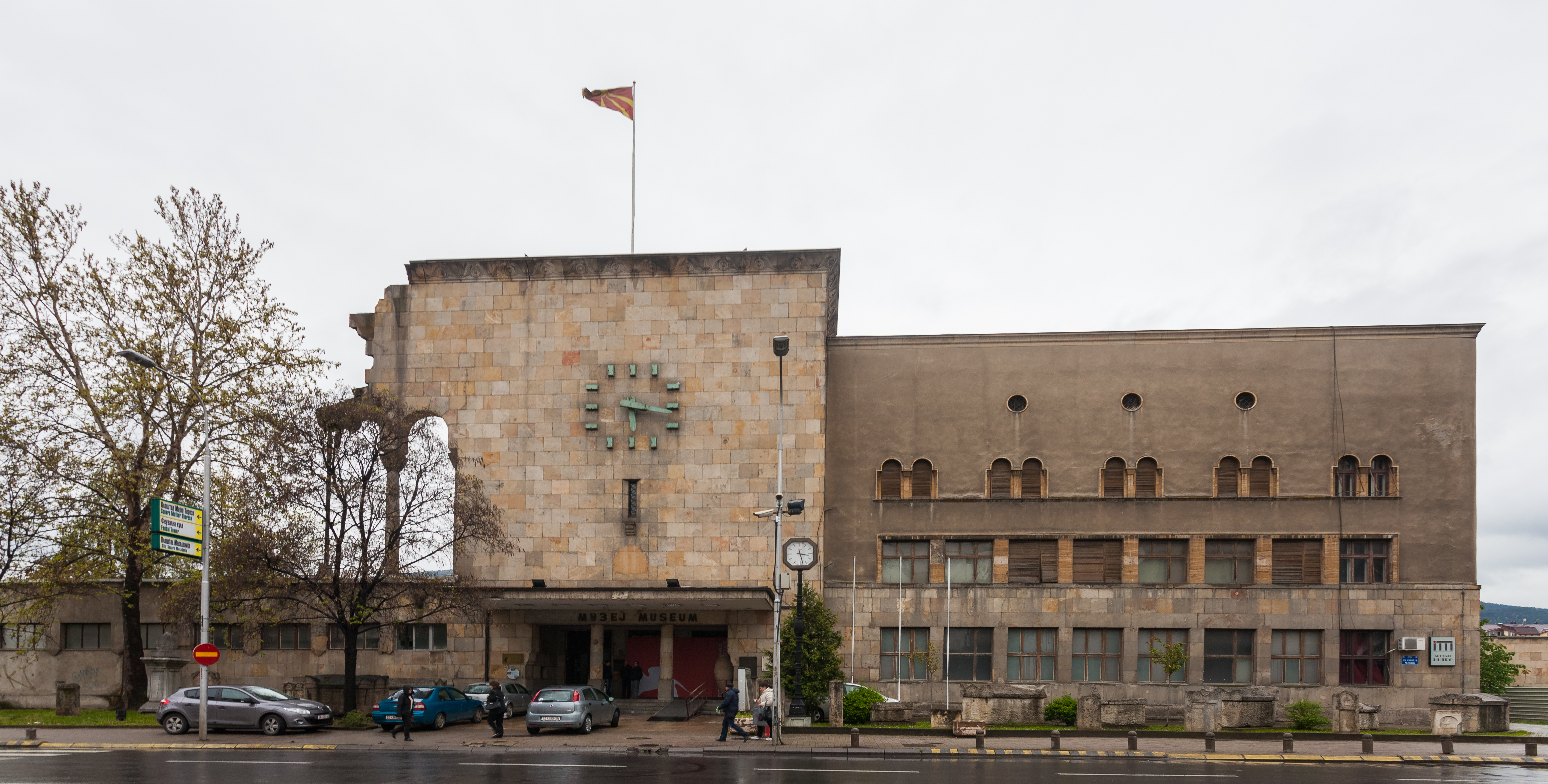
Pohled na budovu dnes muzea.

Městské muzeum ve Skopji (makedonsky Музеј на град Скопје) je hlavní městské muzeum v metropoli Severní Makedonii, Skopji. Sídlí v bývalé nádražní budově v centru města.
Muzeum bylo zřízeno jako separátní instituce v roce 1949. Od roku 1970 sídlí v současné budově, která slouží jako památník zemětřesení z roku 1963 a také jako memento. Výstavní prostory zabírají západní třetinu budovy, která se dochovala a jejichž rozloha je celkem 2000 m2. Muzeum disponuje fondem cca 21 tisíc předmětů, které se týkají archeologie, historie, kultury a umění města Skopje a okolního regionu.